# Ван Брюгген, Адольф Корнелис
Адольф Корнелис ван Брюгген (нидерл. Adolph Cornelis 'Dolf' van Bruggen, 9 июля 1929, Гаага — 3 июня 2016) — нидерландский малаколог, энтомолог и ботаник. Его работы посвящены тропикам и тропической Африке. Его карьера продлилась более 50 лет. Он был экспертом, особенно в семействах наземных улиток Streptaxidae, Achatinidae и Maizaniidae. По состоянию на 2008 год он написал около 655 научных публикаций.